# 葛城神社妙見宮
葛城神社（かつらぎじんじゃ）は、福岡県築上郡築上町奈古にある妙見宮である。

## 祭神
天之御中主神
高皇産霊神
神皇産霊神

## 由緒
葛城神社御由緒によれば、1076年に葛城山の天降の峰に向かって三つの大きな星が明るい光を放ち降り注いでいくのを村人たちが発見し、
村人達がその方を見に行くと、光輝く童子が現れて「妙見三神を奉る三殿の祠を建て崇拝すれば郷里繁栄五穀豊穣となる」
とお告げをした。
そのお告げを受けた村人達は、皆で力を合わせて葛城山天降山上に祠(ほこら)を建てたのが葛城妙見宮の創建と記されている。
後に天降の峰より現在の地に移されたが、今も天降の峰には創建時の祠の跡が残されており今も神域とされ信仰されている。
現在の境内は神聖な池の前に建ち、昔は池の真ん中を参道とする橋が架けられていた為に池にも鳥居が立てられている。

### 岩丸神楽と葛城神社
平安時代の1082（永保2）年、
岩丸地区に大干ばつによる農作物への被害があった時に葛城神社の神主が社殿で村人と共に雨乞いをしたところ大雨が降り、神への感謝に神楽を舞ったことが現在の岩丸神楽(町指定無形民俗文化財）の発祥であるという史実が椎田町（現在は築上町）に残っている。

## 境内

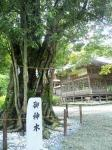
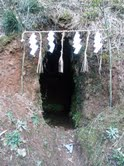
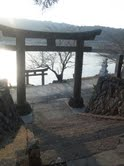

- シイ（御神木）
- 水琴窟
- 池の鳥居

### 摂社・末社
稲荷社
春日大明神
猿田彦命
細女命
貴布袮大明神
山霊神
稲荷大明神
諏訪大明神
田原大明神
祇園午頭天王
熊野権現
馬見大明神
若宮八幡社

## 年中行事
3月15日　祈年祭 
5月5日　春季神幸祭
9月第3日曜日　秋季祭
9月30日　例祭
11月30日　新嘗祭
12月31日　除夜祭
1月1日　元旦祭

## 所在地・アクセス
- 福岡県築上郡築上町椎田111番
- 日豊線椎田駅より車で5分
- ≪九州道≫小倉東インターから中津・大分方面へ国道10号線　約50分
- ≪椎田道路≫椎田インター又は築城インターから5分